# Idas (geslacht)
Idas is een geslacht van tweekleppigen uit de familie van de Mytilidae.

## Soorten
- Idas argenteus Jeffreys, 1876
- Idas coppingeri (E. A. Smith, 1885)
- Idas cristiani Giusti, Mietto & Sbrana, 2012
- Idas cylindricus Pelorce & Poutiers, 2009
- Idas dalli E. A. Smith, 1885
- Idas emmae Giusti, Mietto & Sbrana, 2012
- Idas filippoi Giusti, Mietto & Sbrana, 2012
- Idas ghisottii Warén & Carrozza, 1990
- Idas indicus (E. A. Smith, 1904)
- Idas jaclinae Giusti, Mietto & Sbrana, 2012
- Idas japonicus (Habe, 1976)
- Idas lamellosus Verrill, 1882
- Idas macdonaldi Gustafson, Turner, Lutz & Vrijenhoek, 1998
- Idas modiolaeformis (Sturany, 1896)
- Idas simpsoni (J. T. Marshall, 1900)
- Idas washingtonius (Bernard, 1978)